# Guillaume de Chateauneuf
Guillaume de Chateauneuf (Francia, ... – Terra santa, 1258) fu Gran Maestro dell'Ordine degli Ospitalieri dal 1242 al 1258.
Nel 1244 si batté valorosamente nella battaglia ingaggiata presso Gaza, dove venne ferito.
Nel 1256 si recò a Venezia e a Genova per ragioni diplomatiche in rappresentanza dell'Ordine, il quale aveva ancora molti contrasti con i Templari (per la guerra di San Saba).